# Герб на Панагюрище
Гербът на Община Панагюрище е израз на нейната идентичност и символизира връзката между минало и настояще. Въпросът за него се регулира от Наредбата на Общински съвет – Папнагюрище за символите, почетните звания и отличия. При връчване на почетни отличия на Община Панагюрище на удостоените се връчва и представително сувенирно изображение на герба.

## Композиция
Гербът е във формата на щит, като в горната част е изписано „Панагюрище“. Гербът е разделен на цветни полета със следните символи:
- зелено – цветът на знамето, ушито от Райна Княгиня и въстаническо лъвче
- червено – със зъбчато колело – символ на машиностроенето
- бяло – със символа на минната дейност и металургия – кръстосани кирка и чук